# Roberta Jull

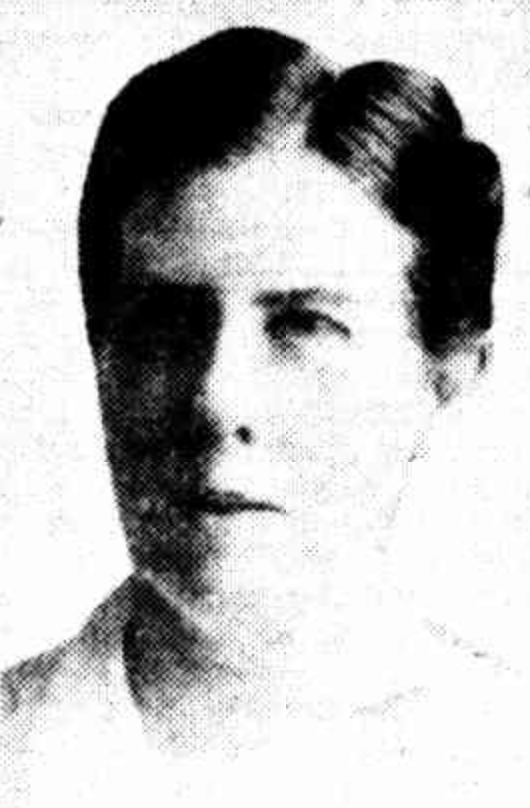
Roberta Jull, ca.1929

Roberta Henrietta Margaritta Jull, geborene Stewart (* 16. August 1872 in Glasgow; † 6. März 1961 in Subiaco, Western Australia) war eine in Schottland geborene britische Ärztin, die sich in Australien aufgrund der schlechten Lebensbedingungen und der hohen Kindersterblichkeit für soziale Reformen einsetzte.

## Leben
Jull wurde als zweites von vier Kindern von Isabella Henrietta, geborene Fergusson, und Robert Stewart, einem Pfarrer der Free Church of Scotland, wirkend in Lissabon, geboren. Jull wurde in London und Schottland erzogen und kehrte nach Portugal zurück, um ihre Mutter zu pflegen, die 1890 starb. Ihr Vater ermutigte sie, ihre Bildungsambitionen in der Medizin zu verwirklichen, und so besuchte sie, ihrem älteren Bruder folgend, mit einem weiteren Bruder die Universität Glasgow. Frauen waren von den Vorlesungen für männliche Studenten ausgeschlossen und besuchten stattdessen das Queen Margaret College und das Glasgow Royal Infirmary. Sie schloss ihr Studium 1896 mit dem Bachelor of Medicine (MB), Master of Surgery (CM) ab, nachdem sie ein zusätzliches Jahr mit dem Studium von Augenkrankheiten verbracht hatte, und trat dann in die Arztpraxis ihrer Brüder in Guildford, einem Vorort von Perth in Western Australia, ein. Hier war sie bestürzt über die Lebensbedingungen und die hohe Kindersterblichkeit unter ihren Patienten.
Nachdem sie Mitglied des einflussreichen Karrakatta-Clubs geworden war, eröffnete sie 1897 als erste Frau eine Praxis in Perth und spielte eine führende Rolle bei der Verbesserung der Gesundheitsversorgung von Frauen und Kindern in diesem Bundesstaat und wurde zu einer angesehenen Kraft und Vorkämpferin für soziale Reformen. 1898 gehörte sie zu den Gründungsmitgliedern des Western Australia-Zweigs der British Medical Association. Zu ihren engen Partnern gehörten Edith Cowan und Madeline Onslow, der Frau von des Chief Justice am Supreme Court Westaustraliens. Die Gruppe gut vernetzter und wohlhabender Damen setzte sich bei der Regierung aktiv für Frauen- und Sozialreformen ein und gründete mehrere reformorientierte Organisationen.
1898 heiratete sie Martin Jull, Unterstaatssekretär für Public Works Department und später der erste Public Service Commissioner für Westaustralien. Ihre einzige Tochter, Henrietta Drake-Brockman, war eine australische Romanautorin und Dramatikerin. Im Jahr 1916 wurde Jull Mitglied des Senats der University of Western Australia.
Sie wurde 1925 Chefärztin für Schulen im Gesundheitsamt von Westaustralien und war 1930 Mitglied der australischen Delegation beim Kongress des Völkerbundes.
Wegen zunehmendem Verlust ihres Gehörs zog sich Jull 1945 aus dem öffentlichen Leben zurück; sie starb 1961 in Subiaco, und ihre Asche wurde über dem Grab ihres Mannes auf dem Karrakatta Cemetery verstreut.
Im Canberraer Vorort Chifley ist der Jull Place ihr zu Ehren benannt. Jull wird in Listen der einflussreichsten Frauen Western Australias genannt, zuletzt 2023.